# Franz August Pietzsch
Franz August Pietzsch (* 8. Juli 1792 in Freyburg (Unstrut); gestorben am 26. November 1855 in Potsdam) war ein preußischer Landrat und zuletzt Geheimer Oberrechnungsrat.

## Leben und Herkunft
Pietzsch war der Sohn eines Diakons. Bis 1820 aktiver Soldat, zuletzt im Rang eines Leutnants, war er in der Nachfolge zunächst Hospitant bei dem Provinzialschulkollegium bzw. bei der Königlich Preußischen Regierung in Koblenz. Vom 4. Oktober 1827 bis Oktober 1828 verwaltete er kommissarisch den Kreis Sankt Goar. 1829 als Regierungsassessor in Koblenz eingesetzt, wechselte er 1832 als Kassenrat nach Erfurt. Sein letzter Dienstrang war Oberrechnungsrat bei der Oberrechnungskammer in Potsdam. Seitens seines Dienstherren wurde er mit dem Charakter eines Geheimrat ausgezeichnet. Pietzsch starb an Brust- und Herzbeutelwassersucht, er hinterließ seine Witwe und einen Sohn.